# سمندرک آجدار
سمندرک آجدار (نام علمی: Pleurodeles) نام یک سرده از تیره سمندران است.

## گونه‌ها
- Algerian ribbed newt (P. nebulosus)
- Edough ribbed newt (P. poireti)
- Iberian ribbed newt (P. waltl)